# برلینگتون جنوبی (ورمانت)
برلینگتون جنوبی، ورمانت (به انگلیسی: South Burlington, Vermont) یک سکونتگاه مسکونی در ایالات متحده آمریکا است که در شهرستان چیتندن، ورمانت واقع شده‌است.

## خصوصیات
برلینگتون جنوبی ۷۶٫۶ کیلومترمربع مساحت و ۱۷٬۹۰۴ نفر جمعیت دارد و ۱۰۰ متر بالاتر از سطح دریا واقع شده‌است.